# Museo della tradizione olearia "Sa mola de su notariu"
Il Museo della tradizione olearia “Sa mola de su notariu” è un museo etnografico di Dolianova in Sardegna.

## Storia
Aperto nel 2003 prende il nome dal notaio Francesco Locci, nonno del fondatore omonimo, ed è di proprietà dell'Olificio Locci: al suo interno si trovano vari utentili per la produzione dell'olio di oliva, che è avvenuta in quei locali per circa quattrocento anni.
Oltre ai macchinari si trovano varie testimonianze e documenti che mostrano l'importanza del settore dell'olio per l'economia della Sardegna.